# Centrophlebomyia furcata
Centrophlebomyia furcata är en tvåvingeart som först beskrevs av Fabricius 1794.  Centrophlebomyia furcata ingår i släktet Centrophlebomyia och familjen ostflugor. Arten har ej påträffats i Sverige. Inga underarter finns listade i Catalogue of Life.